# Fredrik Bakman
Fredrik Bakman  (швед. Fredrik Backman; Helsinborg, 2. jun 1981) je švedski kolumnista, bloger i pisac. On je autor više romana koji su bili bestseleri u Švedskoj. Prevedeni su i objavljivani na više od 25 jezika.

## Biografija
Odrastao je u Helsinborgu. Pisao je za Helsingboorgs Dagblad i Moore Magazine. Započeo je karijeru kao bloger i kolumnista. Proslavio se kao romanopisac 2012. godine sa knjigom  Čovek po imenu Uve (енгл. A Man Called Ove; швед. En man som heter Ove). Na osnovu te knjige snimljen je film koji je prvi put prikazan 25. decembra 2015. godine. Prava na njegovo najnovije delo, Beartown, kupila je švedska kompanija Fimlance i uskoro će biti TV adaptirana.
Oženjen je Nedom Bakman i imaju dvoje dece.

## Bibliografija
Bakmanovi romani su smešni i dirljivi , priče običnih ljudi protkane hrabrošću. Čovek po imenu Uve je preveden na 40 jezika i nalazi se na petom mestu po broju prodatih primeraka u 2016. godini. Godine 2017. je švedski film snimljen po ovom romanu nominovan za Oskara. 
Povodom Dvadesete noći knjige 2019. godine objavljen je roman Put do kuće svakog jutra sve je duži (швед. Och varje morgon blir vägen hem längre och längre).
- Čovek po imenu Uve, 2012, srpsko izdanje Laguna 2017.
- Moja baka vam se izvinjava, 2013, srpsko izdanje Laguna 2018.
- Brit-Mari je bila tu, 2014, srpsko izdanje Laguna, 2019.
- Medvedgrad, 2016, srpsko izdanje Laguna, 2020.
- Put do kuće svakog jutra sve je duži, 2016, srpsko izdanje Laguna, 2019.
- Poslednja prilika, 2018, srpsko izdanje Laguna, 2019.
- Uznemireni ljudi, 2019, srpsko izdanje Laguna, 2020.

## Spoljašnje veze
- Frederik Bakmanov sajt Архивирано на веб-сајту  (21. фебруар 2016)
- Fredrik Bakman na sajtu IMDb
- Gradska knjižara Архивирано на веб-сајту  (23. јун 2019)
- Jubilarna Dvadeseta noć knjige i nova izdanja